# Promachus fraterculus
Promachus fraterculus là một loài ruồi trong họ Asilidae. Promachus fraterculus được Walker miêu tả năm 1855. Loài này phân bố ở vùng nhiệt đới châu Phi.